# 末尾のs

現在は同じWachstubeという綴りになる2語。上のWachs-tube /'vaks.tuːbə/ は「ワックスのチューブ」、下のWach-ſtube /'vax.ʃtuːbə/ は「守衛詰所（Wache守衛、Stube部屋）」

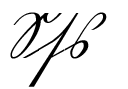
ドイツ語筆記体の大文字S、長いs（ſ）、末尾のs

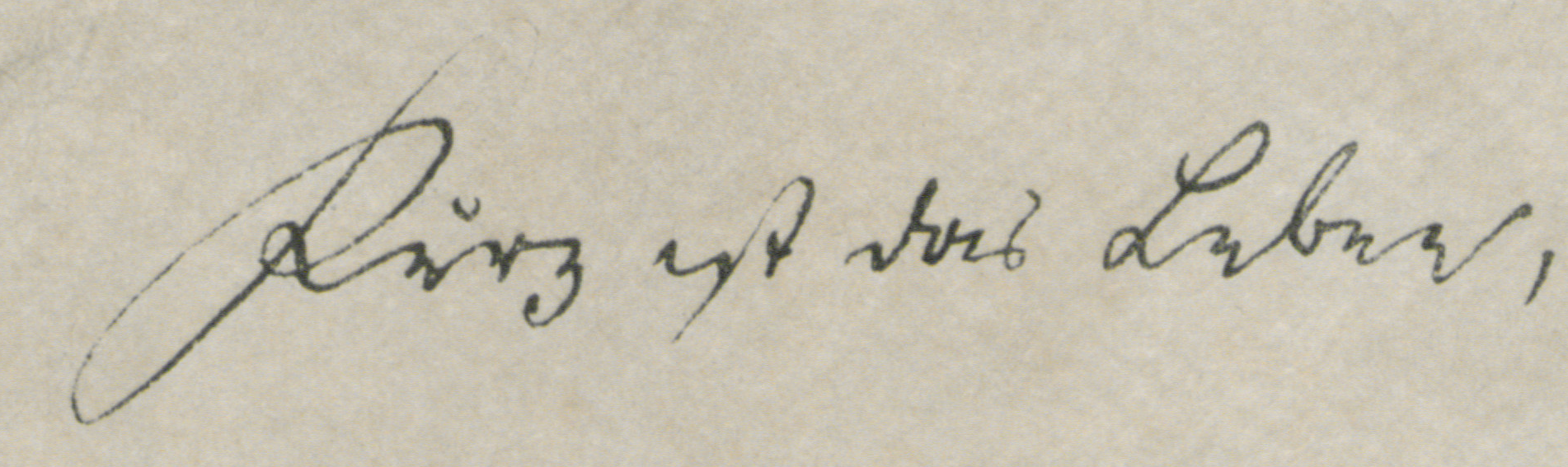
„Kurz iſt (<ist) das Leben“ （人生は短い）：19世紀初めの筆記体（ジュッターリーン体に標準化される以前のもの）で長いsと末尾のsが区別されている様子

末尾のs（ドイツ語：das Schluss-s, Auslaut-s）または曲がったs（das runde s, Ringel-s）は、かつてラテンアルファベットSの小文字としてſ, sの2種類が使い分けられていた時代の後者sの呼び名である。末尾のsはブラックレター（の一部の書体）で音節末を明示する為に用いられ、これに対して長いs（ſ）は音節頭および中で用いられた。
1940年代以降、タイポグラファーのヤン・チホルトによる、フラクトゥーアのßはſs（<ss）の合字に由来しているという説が広まっている。これによると、ſz（<sz）の合字（字母ßの名前「エスツェット」の由来）とともに、ブラックレターには/s/を表す文字が2つあったということになる。現在一般的なアンティカ体（ローマン体）では長いsは曲がったsに置き換えられており、合字ſs/ſzの表記もßに一本化されている。長い間ブラックレターで書かれていたドイツ語のßに対応するアンティカ体活字がデザインされたのは19世紀に入ってからであるが、それ以前の文献にはſsの合字が多く見られる。アンティカ体のßと合字ſzおよびſsとの正確な関係については意見が分かれている（ß#起源を参照）。
ドイツ語の標準発音で母音の前のsは有声音/z/になるが（有声化せず/s/と発音する方言もある）、音節末では有声化が起こることはないので、末尾のsは常に無声音/s/を表す。
ギリシャ文字のΣ（シグマ）にもこれに似た規則があり、小文字は語頭および語中でσ、語末でςと書く（ただし語中の音節末ではドイツ語と異なり常に語中形のσを用いる）。例：Κολοσσός Ῥόδιος 「ロドス島の巨像（コロッソス）」。

## 正書法
末尾のsを使うべき場合は
- 語末（例：das Haus, des Weges）
- 合成語を構成する自立語由来の各形態素末（例：Eislaufen, Glastür）
- 子音で始まる接尾辞の前（例：Mäuschen, Weisheit）
- 接頭辞des-, dis-の末尾（例：Desinfektion, Distribution）
- 音節末で次の字がk, m, n, w, dのとき（例：Dresden, Oswald）
- 単語が-skで終わるとき（例：grotesk, brüsk）

長いs（ſ）を使うべき場合は
- 音節頭および中（例：ſonſt, Maſuren (<sonst, Masuren)）
- 音節末で上記の末尾のsを使う条件に該当しないとき（例：Waſſer, Gaſſe (<Wasser, Gasse)）
- 語尾が省略されたとき（例：ich laſſ' (<ich lass' < ich lasse)）
- 二重子音ſch, ſt, ſp（例：Knoſpe, löſchen (< Knospe, löschen)）[3]